# Конрад II фон Рюденберг
Конрад II фон Рюденберг (на немски: Konrad II von Rüdenberg; на латински: Conradus burgravius de Stromberg; * пр. 1217; † между 1253 и 1261) от благородническата фамилия „Рюденберг“, е бургграф на Щромберг във Вестфалия. През времето на неговото управление фамилията достига върха си по значение, понеже всичките собствености са обединени в една ръка.

## Биография
Родът „Рюденберг“ се смята за най-знатен и богат във Вестфалия. Той е син на Херман II фон Рюденберг, бургграф фон Щромберг († сл. 1246). Внук е на Конрад фон Рюденберг, граф на Рюденберг, бургграф на Щромберг († 1190), и съпругата му Гизела фон Щромберг († 1185), която е сестра на Титмар фон Щромберг († сл. 1206), епископ на Минден (1185 – 1206), дъщеря на Херман фон Щромберг († сл. 1167) и бургграфиня Гизела фон Щромберг. Племенник е на Конрад I фон Рюденберг († сл. 1236), епископ на Минден (1209 – 1236).
Сестра му Агнес фон Рюденберг († сл. 1233/ сл. 1237) е омъжена за граф Готфрид II фон Арнсберг-Ритберг († 1235), баща на бъдещата му втора съпруга Аделхайд фон Арнсберг-Ритберг.
Конрад II фон Рюденберг е споменат за пръв път в документ през 1217 г. като свидетел на архиепископ Енгелберт I фон Кьолн. Той получава от още живия си баща бургграфството Щромберг. Така той е споменат през 1231 г. като бургграф на Щромберг в документ на Готфрид II фон Арнсберг-Ритберг и след това в различни документи като бургграф.
През 1247 г. той дарява някои собствености на манастир Велфер. През 1250 г. той и синът му Хайнрих, както и граф Готфрид III фон Арнсберг-Ритберг, се отказват от правата им за Алтенхелефелд в Зауерланд, в полза на манастир Румбек в Арнсберг.
За последен път той е споменат в документ през 1253 г. Умира вероятно най-късно през 1261 г., според един документ на сина му Конрад III.

## Фамилия
Първи брак: с жена с неизвестно име. Те имат три деца:
- Аделбург фон Щромберг († пр. 1246)
- Хайнрих II фон Щромберг († между 1 септември 1293 и 11 май 1295), бургграф на Щромберг, женен за Рихеца фон Халермунд († сл. 1306), дъщеря на Лудолф III фон Халермунд († 1264/1267) и Юта фон Хоя († сл. 1264)
- Кунигунда фон Щромберг († сл. 1278), омъжена за Дитрих фон Соест-Хоенроде († пр. 1278)

Втори брак: на 3 юли 1249 г. с графиня Аделхайд фон Арнсберг-Ритберг († сл. 1250) от Дом Куик, най-голямата дъщеря на граф Готфрид II фон Арнсберг-Ритберг († 1235) и първата му съпруга Елизабет († 1217/1223). Те имат четири деца:
- Конрад III (I) фон Рюденберг († сл. 1313), бургграф на Рюденберг, женен за Елизабет фон Роденберг († сл. 1304), дъщеря на рицар Гозвин фон Менден († сл. 1278) и Рихенца († сл. 1249)
- Готфрид I фон Рюденберг († сл. 1333), рицар, женен за Палмания фон Гемен († сл. 1330)
- Йохан фон Щромберг († сл. 1318), каноник в Минден
- Агнес фон Щромберг († сл. 1280), омъжена за Титмар Ополт фон Валдек († сл. 1309)